# Listă de oameni de elită români care au emigrat în Occident

## Actori și regizori
- Cristea Avram, actor
- Andrei Călărașu, regizor
- Szabo Anamaria Ingrid, actor
- Liviu Ciulei, regizor
- Alice Cocea, actriță
- Mircea Crișan, actor
- David Esrig, regizor
- Carol Feldman, actor, scriitor
- Radu Gabrea, regizor
- Nadia Gray, actriță
- Béla Lugosi, actor
- Edouard De Max, actor
- Vlad Mugur, regizor
- Jean Negulesco, regizor
- Dan Nuțu, actor
- Lucian Pintilie, regizor
- Andrei Șerban, regizor, teoretician al teatrului
- Elvira Popescu, actriță, directoare de teatre franceze
- Silviu Purcărete, regizor
- Sebastian Radovici, actor
- Edward G. Robinson, actor
- Emmerich Schäffer, actor
- Ovidiu Schumacher, actor
- Septimiu Sever, actor, regizor
- Bogdan Stanoevici, actor
- Vasilica Tastaman, actriță
- Liliana Tomescu, actriță
- Dan Trifescu, actor
- Maria Ventura, actriță
- Lisette Verea, actriță
- Florin Vidamski, actor si regizor
- Johnny Weissmuller, actor
- Jean Yonnel, actor

## Muzicieni și artiști plastici
- Alexandru Agache, bariton
- Radu Aldulescu, violoncelist
- George Apostu, sculptor
- Constantin Arămescu, sculptor
- Georgeta Arămescu-Anderson, pictoriță
- Ștefan C. Arteni, pictor
- Cristian Badea, dirijor
- Tudor Banuș, pictor
- Gloria Bădărău, pictor
- Cornel Bârsan, pictor
- Lola Bobescu, violonistă
- Friedrich von Bömches, pictor
- Gerd Bonfert, artist fotograf
- Victor Brauner, pictor
- Constantin Brâncuși, sculptor
- Maria Brătianu, violonistă
- Ion Buzea, tenor
- Mihai Caranica, sculptor
- Costin Cazaban, compozitor și muzicolog
- Diana Josan Cazaban, violonistă
- Maria Cebotari, soprană
- Ioana Celibidache, pictor
- Sergiu Celibidache, dirijor
- Mircea Ciobanu, pictor
- Sergiu Cioiu, interpret, compozitor
- Sergiu Comissiona, dirijor
- Viorica Cortez, mezzo-soprană
- Edgar Cosma, compozitor, dirijor
- Sofia Cosma, pianistă
- Theodor Teddy Cosma, dirijor, pianist
- Vladimir Cosma, compozitor
- Ileana Cotrubaș, soprană
- Florica Cristoforeanu, soprană
- Horia Damian, artist plastic
- Camilian Demetrescu, artist plastic [1][2]
- Angela Gavrilă-Dieterle,violonistă
- Adrian Dieterle,compozitor și muzicolog
- Natalița Dumitrescu, pictoriță
- Octav Firulescu, compozitor
- Hariclea Hartulary-Darclée, soprană
- Jean Don, desenator
- Stefan Eleutheriadis, pictor
- George Enescu, compozitor și interpret
- Șerban Gabrea, artist plastic
- Niculai Georgescu, pictor
- Angela Gheorghiu, soprană
- Corneliu Gheorghiu, pianist și compozitor
- Stan Golestan, compozitor
- Gaby Grubea, violonistă
- Clara Haskil, pianistă
- Marcel Iancu, pictor
- Rodica Iliescu, pictor
- Hans-Sigismund Ipser, pictor
- Marin Karmitz, cineast, producator și distribuitor de filme
- Mândru Katz, pianist, dirijor
- Emil Klein, violoncelist, dirijor
- Dinu Lipatti, pianist
- Radu Lupu, pianist
- Ioana Maria Lupascu, pianistă
- Nicolae Maniu, pictor
- Nello Manzatti, compozitor
- Ion Marin, dirijor
- Paulina Mihai, pictoriță
- Wanda Mihuleac, artist plastician
- Ioan Mirea, artist plastic
- Jean Moscopol, interpret de romanțe
- Paul Neagu, artist plastic
- Mariana Nicolesco, soprană, directoare de festivale și teatre lirice
- Sanda Nițescu, pictoriță și scriitoare
- Silvia Marcovici, violonistă
- Iolanda Mărculescu, soprană
- Petre Munteanu, tenor
- Dimitrie Onofrei, tenor
- Ioan Ocroglici, arte decorative
- Justin Oprean, pianist
- Jules Perahim, pictor, desenator și scenarist
- Ionel Perlea, dirijor
- Ion Piso, tenor
- Olga Porumbaru, artist plastic
- Monica Racoviță-Moisescu, artist plastic
- Constantin Silvestri, dirijor și compozitor
- Lucia Stănescu, soprană
- Mircea Șeptilici, pictor și actor
- Hedda Sterne, artist
- Dimitrie Știubei, pictor
- Nicolae Stroe, actor
- Mirana Țuțuianu, violonistă
- Remus Țincoca, dirijor și compozitor
- Ion Vlad, sculptor
- Iannis Xenakis, compozitor
- Virginia Zeani, soprană lirică
- Gheorghe Zamfir, muzician
- Mihai Zamfir, tenor

## Clerici
- Octavian Bârlea, preot greco-catolic
- Gheorghe Calciu-Dumitreasa, preot ortodox, militant anti-comunist
- Virgil Gheorghiu, preot ortodox și scriitor
- Principesa Ileana de România (Maica Alexandra)
- Rafail Noica, ieromonah ortodox
- Joseph Schubert, episcop romano-catolic de București
- Gheorghe Surdu, preot greco-catolic
- Alexandru Șafran, șef-rabin
- Aloisie Tăutu, preot greco-catolic
- Joel Teitelbaum, mare-rabin, șeful dinastiei hasidice de Satu Mare
- Valerian Trifa, arhiepiscop al Bisericii Ortodoxe Române din America
- Iosif Țon, pastor neoprotestant
- Vasile Zăpârțan, preot greco-catolic

## Jurnaliști
- Dan Alexe
- Olga Bălan
- George Bălașu
- Radu Bărbulescu
- Noël Bernard Bercovici
- Aristide Buhoiu
- Liviu Cangeopol
- Henri Chapier
- Antonia Constantinescu
- Silvia Constantinescu
- Dan Costescu
- Dan Culcer
- Virgil Duda
- Nicoleta Franck
- Nicole Valéry-Grossu, scriitoare și jurnalistă
- Sergiu Grossu, scriitor și jurnalist
- Virgil Ierunca
- Vicențiu Iluțiu
- Mircea Iorgulescu
- Ionel Jianu/Jianou
- Mihai Korne
- Monica Lovinescu
- Mihai Maghiaru
- Constantin Mareș
- Alexandru Mirodan
- Constantin Mititelu
- Radu Negrescu-Suțu
- Radu Portocală
- Ștefan Racoviță
- Horia Roman
- Dan Romașcanu
- Jean Steiger
- Cristian Thau
- William Totok
- Liviu Vălenaș
- Petre Vălimăreanu
- George Bălan estetician, filozof, scriitor licentiat în muzica, filozofie, teologie, autoexilat în 1978.

## Oameni de știință
- Dinu Adameșteanu, arheolog
- Florin Aftalion, economist
- Josif Antohi, pedagog, membru de onoare al Academiei Române
- Vespasian Apostolescu, geolog
- Adolf Armbruster, istoric
- Jean-Jacques Askenasy, neurolog, specialist în patologia somnului
- Ioan C. Băianu, profesor de fizică și chimie biofizică, Membru al Academiei Americano-Română de Arte și Știintă (ARA) în SUA.
- Dan Cacuci, fizician nuclearist, teoretician și Director de Institut în Germania, Profesor Univ. la Departamentul de Ing. Nucleară al Universității din Illinois în SUA.
- Constantin Constantinescu, profesor, fizician solidist (not Claps!)
- Ioan Petru Culianu, istoric al religiilor si sociologie,  (asasinat în Chicago, SUA)
- Mircea Eliade, istoric fenomenolog al religiilor, filozof și scriitor
- Florin Boca, profesor de matematica
- Constantin Atanasie Bona, imunolog
- Mihai Horia Botez, matematician
- Mihai Ioan Botez, neuropsiholog
- Dan Burghelea, matematician
- Matei Cazacu, istoric
- Mihai Ceaușescu, lingvist
- Dan Cernovodeanu, istoric
- Ion Claudian, medic
- Henri Coandă, pioner al motoarelor cu reacție în aviație
- Gogu Constantinescu, inventatorul sonicității
- Leontin-Jean Constantinescu, jurist
- Eugeniu Coșeriu, lingvist
- George Culică, inginer
- Pavel Costin Deleanu, filosof
- Neagu Djuvara, istoric
- Radu Florescu, istoric, pedagog
- Mircea Fotino, biolog
- Moses Gaster, rabin, lingvist, Membru de onoare al Academiei Române
- Mihai Gavrilă, fizician, profesor
- Alexandru Gonța, istoric
- Victor Ionășescu, neurogenetician
- Marian Ionescu, cardiochirurg (valvula Ionescu-Shiley)
- Constantin Levaditti, virolog
- Eugen Lozovan, istoric
- Ștefan Lupașcu, Stéphane Loupasco, filosof al științei
- Constantin Nagacevschi, lingvist
- Dan C. Marinescu, computer science
- Alexandru Mănuilă, antropolog
- D. Moisescu, fizician
- Grigore Nandriș, lingvist
- Ion Nastasescu, matematician
- Costin D. Nenițescu, chimist
- Basarab Nicolescu, fizician și filozof, acad., în Franța
- Hermann Oberth, pioner în construcția rachetelor
- George Emil Palade, profesor de biologie celulară, laureat al Premiului Nobel
- Ion N. Petrovici, neurolog
- Veronica Petrovici, chirurg plastic
- Alexandru Proca, fizician
- Irina, Russu, biofiziciană, Prof. Dr. universitar în SUA
- Petre Sergescu, matematician
- Ionel Solomon, fizician, Membru al Academiei Franceze
- V. V. Stanciu, jurist
- Mircea Steriade, neurofiziolog
- Mihail Dimitrie Sturdza, istoric și genealogist
- Lazăr Șăineanu, lingvist, lexicograf, folclorist
- Petre P. Teodorescu, matematician
- Emil Turdeanu, istoric
- Ion Vianu, psihiatru, psihanalist
- Traian Vuia, pionier al aviației
- Calin Vicol, cardiochirurg
- Dan Danielopol, hydrobiolog, ostracolog
- Vladimir F. Niculescu, biolog, biologie celulară, biologia cancerului
- Rodica E. Niculescu, microbioloagă, microbiologie clinică
- Karin Rodewald -Rudescu, biochimistă
- Hans Adam Schneider, chimist
- Heimann Hariton Tiktin, lingvist, Membru al Academiei Române
- Mihai Zaharescu, profesor de matematică în SUA
- Elie Wiesel, scriitor, humanist, laureat al Premiului Nobel, Membru de onoare al Academiei Române

## Oameni politici
- Nicolae Bălcescu
- Adriana Georgescu - prima rezistentă româncă condamnată de Nikolski (roman autobiografic "La început a fost sfârșitul")
- Radu Câmpeanu
- Alexandru Cretzeanu
- Mihail Fărcășanu
- Grigore Gafencu
- Mircea Ioanițiu
- Ghiță Ionescu
- Nicolae Penescu
- Julius Popper
- Ion Mihai Pacepa, general de Securitate
- Nicolae Rădescu, prim-ministru democrat al României
- Ion Rațiu
- Nicolae Titulescu
- Constantin Vișoianu

## Scriitori
- Leonid Arcade, scriitor, publicist
- George Astaloș, dramaturg și scriitor
- Ștefan Baciu, poet și jurnalist
- Gabriel Badea-Păun, critic de artă și scriitor
- Cristian Bădiliță, patristic și scriitor
- George Băjenaru, scriitor
- Martha Bibescu, poetă și romancieră
- Ion Mihai Cantacuzino, memorialist
- Ionuț Caragea, poet, prozator de ficțiune
- Ion Luca Caragiale, dramaturg, prozator
- Nina Cassian, poetă, eseistă și traducătoare
- Costin Cazaban, scriitor
- Paul Celan, poet
- Pavel Chihaia, scriitor și istoric
- Emil Cioran, filozof și scriitor
- Alexandru Cioranescu, enciclopedist, eseist, estetician, filozof, scriitor
- George Ciorănescu, poet
- Dinu Cruga, teolog și scriitor
- Ioan Petru Culianu, eseist, filozof, istoric, scriitor
- Alina Diaconu, scriitoare
- Mircea Eliade, scriitor și istoric al religiilor
- Nicoleta Franck, jurnalist si scriitor
- Benjamin Fundoianu (Benjamin Fondane), poet, eseist
- Virgil Gheorghiu, prozator și preot
- Paul Goma, scriitor
- Nicole Valéry-Grossu (n. Nicoleta–Valeria Bruteanu), scriitoare și jurnalistă
- Sergiu Grossu, scriitor și jurnalist
- Gherasim Luca, poet și eseist
- Nicolae Herescu, eseist
- Vintilă Horia-Caftangioglu, scriitor și ziarist
- Panait Istrati, scriitor,  romancier
- Monica Lovinescu, critic literar, eseist, ziarist
- Eugen Ionescu, dramaturg, eseist, membru al Academiei Franceze
- Maria Mailat, scriitoare
- Gabriela Melinescu, poet si scriitor
- Alexandru Mirodan, dramaturg si jurnalist
- Herta Müller, scriitoare Premiul Nobel pentru literatură
- Radu Negrescu-Suțu, scriitor si jurnalist
- Basarab Nicolescu, fizician, eseist
- Mihai Niculescu, scriitor
- Sanda Nițescu, pictoriță și scriitoare
- Anna de Noailles, poetă
- Oana Orlea-Cantacuzino, scriitoare
- Andrei Pandrea-Marcu, scriitor
- Petru Popescu, romancier, scenarist, regizor
- Mirela Roznoveanu, scriitor
- Horia Stamatu, scriitor
- Sanda Stolojan, poetă și eseistă
- Tristan Tzara, poet
- Elena Văcărescu, poetă
- Anca Visdei, dramaturg
- Ilarie Voronca, poet
- Cristian Petru Bălan, poet,scriitor, artist plastic

## Sportivi
- Nadia Comăneci
- Henri Herșcovici
- Ivan Patzaichin informatie falsa Ivan nu a parasit niciodata Romania
- Angelica Rozeanu
- Motete Maya
- Leonard Doroftei